# Torneo de Zhuhai 2023
El Zhuhai Championships 2023 fue un torneo de tenis perteneciente al ATP Tour 2023 en la categoría ATP Tour 250. El torneo tuvo lugar en la ciudad de Zhuhai (China) desde el 20 hasta el 26 de septiembre de 2023 sobre canchas duras.

## Distribución de puntos
| Modalidad            | Campeón | Finalista | Semifinales | Cuartos de final | 2ª ronda | 1ª ronda | Clasificados | 2ª ronda de clasificación | 1ª ronda de clasificación |
| Individual masculino | 250     | 165       | 100         | 50               | 25       | 0        | 13           | 7                         | 0                         |
| Dobles masculino     | 250     | 150       | 90          | 45               | 20       | 0        | -            | -                         | -                         |

## Cabezas de serie

### Individuales masculino
| Tenista                 | Ranking | Preclasificado |
| Karen Khachanov         | 15      | 1              |
| Cameron Norrie          | 17      | 2              |
| Jan-Lennard Struff      | 23      | 3              |
| Sebastian Korda         | 33      | 4              |
| Tomás Martín Etcheverry | 35      | 5              |
| Mackenzie McDonald      | 39      | 6              |
| Andy Murray             | 41      | 7              |
| Yoshihito Nishioka      | 46      | 8              |

- Ranking del 18 de septiembre de 2023.[2]

### Dobles masculino
| Tenista                           | Ranking | Preclasificados |
| Sander Gillé Joran Vliegen        | 41      | 1               |
| Jamie Murray Michael Venus        | 50      | 2               |
| Nathaniel Lammons Jackson Withrow | 55      | 3               |
| Alexander Erler Lucas Miedler     | 75      | 4               |

## Campeones

### Individual masculino
Karen Khachanov venció a  Yoshihito Nishioka por 7-6(7-2), 6-1

### Dobles masculino
Jamie Murray /  Michael Venus vencieron a  Nathaniel Lammons /  Jackson Withrow por 6-4, 6-4